# Ivi (labdarúgó)
Ivi López Álvarez (Madrid, 1994. június 29. –) spanyol labdarúgó, a lengyel Raków Częstochowa középpályása.

## Pályafutása
Ivi a spanyol fővárosban, Madridban született. Az ifjúsági pályafutását a helyi Getafe akadémiájánál kezdte.
2013-ban mutatkozott be a Getafe tartalék, majd 2014-ben az első osztályban szereplő felnőtt csapatában. 2015-ben a Sevilla B, míg 2017-ben a Levante szerződtette. Először a 2017. augusztus 21-ei, Villarreal ellen 1–0-ra megnyert mérkőzés 77. percében, Álex Alegríat váltva lépett pályára. Első gólját 2017. augusztus 26-án, a Deportivo La Coruña ellen 2–2-es döntetlennel zárult találkozón szerezte meg. A következő szezonokban a Valladolid, a Sporting Gijón, a Huesca és a Ponferradina csapatait erősítette kölcsönben.
2020. szeptember 1-jén a lengyel első osztályban érdekelt Raków Częstochowához igazolt. Először a 2020. szeptember 18-ai, Podbeskidzie ellen 4–1-re megnyert bajnoki 72. percében, Marcin Cebula cseréjeként lépett pályára. 2020. október 17-én, a Górnik Zabrze ellen idegenben 3–1-re megnyert mérkőzésen kétszer is betalált a hálóba. A 2021–22-es szezonban 32 mérkőzésen elért 20 góljával megszerezte az Ekstraklasa gólkirályi címét.

## Statisztikák
2023. március 10. szerint
| Klub                        | Szezon   | Osztály          | Bajnokság | Bajnokság | Kupa és Ligakupa | Kupa és Ligakupa | Nemzetközi | Nemzetközi | Összesen | Összesen |
| Klub                        | Szezon   | Osztály          | Meccs     | Gól       | Meccs            | Gól              | Meccs      | Gól        | Meccs    | Gól      |
| --------------------------- | -------- | ---------------- | --------- | --------- | ---------------- | ---------------- | ---------- | ---------- | -------- | -------- |
| Getafe                      | 2013–14  | La Liga          | 1         | 0         | 0                | 0                | —          | —          | 1        | 0        |
| Getafe                      | 2014–15  | La Liga          | 8         | 0         | 1                | 0                | —          | —          | 9        | 0        |
| Getafe                      | Összesen | Összesen         | 9         | 0         | 1                | 0                | 0          | 0          | 10       | 0        |
| Levante                     | 2017–18  | La Liga          | 29        | 4         | 3                | 1                | —          | —          | 32       | 5        |
| Valladolid (kölcsönben)     | 2018–19  | La Liga          | 3         | 0         | 2                | 0                | —          | —          | 5        | 0        |
| Sporting Gijón (kölcsönben) | 2018–19  | Segunda División | 7         | 0         | 0                | 0                | —          | —          | 7        | 0        |
| Huesca (kölcsönben)         | 2019–20  | Segunda División | 7         | 1         | 2                | 0                | —          | —          | 9        | 1        |
| Ponferradina (kölcsönben)   | 2019–20  | Segunda División | 14        | 3         | 0                | 0                | —          | —          | 14       | 3        |
| Raków Częstochowa           | 2020–21  | Ekstraklasa      | 26        | 9         | 5                | 4                | —          | —          | 31       | 13       |
| Raków Częstochowa           | 2021–22  | Ekstraklasa      | 32        | 20        | 7                | 2                | 6          | 0          | 45       | 22       |
| Raków Częstochowa           | 2022–23  | Ekstraklasa      | 23        | 7         | 3                | 1                | 5          | 4          | 31       | 12       |
| Raków Częstochowa           | Összesen | Összesen         | 81        | 36        | 15               | 7                | 11         | 4          | 107      | 47       |
| Összesen                    | Összesen | Összesen         | 150       | 44        | 23               | 8                | 11         | 4          | 184      | 56       |

## Sikerei, díjai
Raków Częstochowa
- Ekstraklasa
  - Bajnok (1): 2022–23
  - Ezüstérmes (2): 2020–21, 2021–22

- Lengyel Kupa
  - Győztes (2): 2020–21, 2021–22
  - Döntős (1): 2022–23

- Lengyel Szuperkupa
  - Győztes (2): 2021, 2022

Egyéni
- A lengyel első osztály gólkirálya: 2021–22 (20 góllal)